# ビーアールホールディングス
株式会社ビーアールホールディングスは、極東工業株式会社（現 極東興和株式会社）を前身として設立された建設会社。JPX日経中小型株指数の構成銘柄の一つ。

## 沿革
- 2002年9月 - 東京証券取引所第2部に上場していた極東工業株式会社が単独株式移転により設立[1]。
- 2003年2月 - 極東工業株式会社の会社分割により本社土地、建物及び関係会社4社株式を取得[3]。
- 2005年7月 - 興和コンクリート株式会社の全株式を取得[3]。
- 2007年7月 - 東日本コンクリート株式会社の全株式を取得[3]。
- 2008年4月 - 極東工業株式会社と興和コンクリート株式会社が合併し、極東興和株式会社へ[3]。
- 2009年7月 - 東日本コンクリート株式会社と極東テクノ株式会社が合併[3]。
- 2012年4月 - 東日本コンクリート株式会社と株式会社構造テクノが合併[3]。
- 2013年7月 - 極東興和株式会社と株式会社ビーアールインターナショナルが合併[3]。
- 2016年3月 - 東京証券取引所第1部に指定替え。

## グループ会社
- 極東興和株式会社
- 東日本コンクリート株式会社
- ケイ・エヌ情報システム株式会社
- 豊工業株式会社
- キョクトウ高宮株式会社